# إيستيبان كوندي
ايستيبان كوندي (بالإسبانية: Esteban Conde)‏ (4 مارس 1983 في الأوروغواي - ) هو لاعب كرة قدم أوروغواني في مركز حراسة المرمى. شارك مع منتخب الأوروغواي لكرة القدم. أما مع النوادي، فقد لعب مع أتليتيكو رافائيلا ونادي أونيفرسيداد دي تشيلي ونادي دانوبيو وناسيونال مونتيفيديو ونادي رينتيستاس.

## مسيرته الكروية
لعب ايستيبان كوندي خلال مسيرته الاحترافية مع 6 أندية في واحد وعشرون موسمًا وسجل خلالها 6 أهداف ضمن 384 مباراة. ولم يفز بأي موسم بالكأس وفاز في خمسة مواسم بالدوري.
خاض ايستيبان كوندي مسيرته مع نادي رينتيستاس في عامي 2003-2005 ولمدة موسمين، مشاركًا في 46 مباراة ولم يسجل أي هدف. ثم انتقل إلى نادي دانوبيو في موسم 2005 ليلعب معه ستة مواسم، حيث شارك في 133 مباراة سجل خلالها 6 أهداف. لينتقل بعدها إلى نادي أونيفرسيداد دي تشيلي في موسم 2010 واستمر معه طيلة ثلاثة مواسم، مشاركًا في 19 مباراة ولم يسجل أي هدف. ثم انتقل إلى نادي أتليتيكو رافائيلا في موسم 2012–13 ليلعب معه أربعة مواسم، مشاركًا في 68 مباراة ولم يسجل أي هدف أيضًا. هذا وانتقل لاحقًا إلى نادي ناسيونال مونتيفيديو في موسم 2015–16 ليلعب معه خمسة مواسم، مشاركًا في 108 مباراة ولم يسجل أي هدف أيضًا. ثم انتقل بعدها إلى نادي بانفيلد في موسم 2019–20 لمدة موسم واحد، مشاركًا في 10 مباريات ولم يسجل أي هدف أيضًا.

## روابط خارجية
- إيستيبان كوندي على موقع إي إس بي إن إف سي (الإنجليزية)
- إيستيبان كوندي على موقع قاعدة بيانات كرة القدم.إي يو (الإنجليزية)
- إيستيبان كوندي على موقع ناشيونال فوتبول تيمز (الإنجليزية)
- إيستيبان كوندي على موقع Soccerway.com (الإنجليزية)